# Jamaica en la Copa América 2024
La selección de Jamaica fue uno de los 16 equipos participantes en la Copa América 2024, torneo continental que se llevó a cabo entre el 20 de junio y el 14 de julio en los Estados Unidos. Fue la tercera participación de Jamaica.
Formó parte del Grupo B, junto a México, Ecuador y Venezuela.

## Clasificación
La selección de Jamaica inició su camino a la Copa América desde la primera ronda de la Liga A de la Liga de Naciones de la Concacaf. La fase de grupos se disputó entre septiembre y octubre de 2023, los encuentros de cuartos de final se jugaron en noviembre de 2023 a partidos de ida y vuelta, tras resultar ganador de la llave ante Canadá debido a la regla del gol de visitante, avanzó a las finales de la Liga de Naciones y clasificó a la Copa América 2024.

### Tabla de posiciones

#### Primera ronda
| Selección | Pts. | PJ | PG | PE | PP | GF | GC | Dif |
| --------- | ---- | -- | -- | -- | -- | -- | -- | --- |
| Jamaica   | 10   | 4  | 3  | 1  | 0  | 10 | 5  | +5  |
| Honduras  | 7    | 4  | 2  | 1  | 1  | 8  | 1  | +7  |
| Surinam   | 5    | 4  | 1  | 2  | 1  | 6  | 3  | +3  |
| Cuba      | 5    | 4  | 1  | 2  | 1  | 1  | 4  | −3  |
| Haití     | 4    | 4  | 0  | 3  | 1  | 5  | 6  | −1  |
| Granada   | 1    | 4  | 0  | 1  | 3  | 2  | 13 | −11 |

|  | Clasificados a los cuartos de final. |

### Partidos
| Fecha                    | Lugar         | Jornada                   | Local   | Resultado | Visitante |
| ------------------------ | ------------- | ------------------------- | ------- | --------- | --------- |
| 8 de septiembre de 2023  | Kingston      | Liga A - Jornada 1        | Jamaica | 1:0 (0:0) | Honduras  |
| 12 de septiembre de 2023 | Kingston      | Liga A - Jornada 2        | Jamaica | 2:2 (0:2) | Haití     |
| 12 de octubre de 2023    | Saint George  | Liga A - Jornada 3        | Granada | 1:4 (1:2) | Jamaica   |
| 15 de octubre de 2023    | Puerto España | Liga A - Jornada 4        | Haití   | 2:3 (1:1) | Jamaica   |
| 18 de noviembre de 2023  | Kingston      | Cuartos de final - Ida    | Jamaica | 1:2 (0:1) | Canadá    |
| 21 de noviembre de 2023  | Toronto       | Cuartos de final - Vuelta | Canadá  | 2:3 (1:0) | Jamaica   |

## Preparación

### Partidos oficiales
| Liga de Naciones de Concacaf Semifinales; 21 de marzo de 2024 | Estados Unidos                          | 3:1 (1:1, 0:1) (t. s.) | Jamaica  | AT&T Stadium, Arlington  |                          |
| 18:00 (UTC-5)                                                 | - Burke 90+6' (a.g.) - Wright 96', 109' | Reporte                | Leigh 1' | Árbitro(s): Selvin Brown | Árbitro(s): Selvin Brown |

| Uniformes | Uniformes |
| --------- | --------- |
|           |           |

| Liga de Naciones de Concacaf Tercer puesto; 24 de marzo de 2024 | Panamá | 0:1 (0:1) | Jamaica       | AT&T Stadium, Arlington |                        |
| 17:00 (UTC-5)                                                   |        | Reporte   | Lembikisa 42' | Árbitro(s): Tori Penso  | Árbitro(s): Tori Penso |

| Uniformes | Uniformes |
| --------- | --------- |
|           |           |

| Eliminatorias Concacaf - Segunda ronda Fecha 1; 6 de junio de 2024 | Jamaica       | 1:0 (1:0) | República Dominicana | Independence Park, Kingston                            |                                                        |
| 15:30 (UTC-5)                                                      | Nicholson 17' | Reporte   |                      | Asistencia: 9266 espectadores Árbitro(s): Drew Fischer | Asistencia: 9266 espectadores Árbitro(s): Drew Fischer |

| Eliminatorias Concacaf - Segunda ronda Fecha 2; 9 de junio de 2024 | Dominica                 | 2:3 (0:2) | Jamaica                                 | Parque Windsor, Roseau                                      |                                                             |
| 15:00 (UTC-4)                                                      | - George 82' - Jules 88' | Reporte   | - Nicholson 30', 79' (pen.) - Dixon 42' | Asistencia: 7984 espectadores Árbitro(s): Fernando Guerrero | Asistencia: 7984 espectadores Árbitro(s): Fernando Guerrero |

### Amistosos previos
| 1 de marzo de 2024 | Trinidad y Tobago | 0:1 (0:0) | Jamaica   | Estadio Hasely Crawford, Puerto España |  |
| 14:00 (UTC-5)      |                   | Reporte   | Dixon 58' |                                        |  |

| Uniformes | Uniformes |
| --------- | --------- |
|           |           |

| 3 de marzo de 2024 | Trinidad y Tobago | 0:0     | Jamaica | Estadio Larry Gomes, Arima |                          |
| 15:00 (UTC-5)      |                   | Reporte |         | Árbitro(s): Cecile Hinds   | Árbitro(s): Cecile Hinds |

| Uniformes | Uniformes |
| --------- | --------- |
|           |           |

## Plantel

### Lista de convocados
Entrenador:  Heimir Hallgrímsson
| No. | Pos. | Jugador              | Fecha de nacimiento (edad)         | Apa. | Goles | Club                      |
| --- | ---- | -------------------- | ---------------------------------- | ---- | ----- | ------------------------- |
| 1   | POR  | Shaquan Davis        | 11 de noviembre de 2000 (23 años)  | 0    | 0     | Mount Pleasant F. A.      |
| 2   | DEF  | Dexter Lembikisa     | 4 de noviembre de 2003 (20 años)   | 17   | 1     | Heart of Midlothian F. C. |
| 3   | DEF  | Michael Hector       | 19 de julio de 1992 (31 años)      | 42   | 0     | Charlton Athletic F. C.   |
| 4   | DEF  | Richard King         | 27 de noviembre de 2001 (22 años)  | 17   | 0     | Cavalier F. C.            |
| 5   | DEF  | Ethan Pinnock        | 29 de mayo de 1993 (31 años)       | 10   | 0     | Brentford F. C.           |
| 6   | DEF  | Di'Shon Bernard      | 14 de octubre de 2000 (23 años)    | 15   | 1     | Sheffield Wednesday F. C. |
| 7   | DEL  | Demarai Gray         | 28 de junio de 1996 (27 años)      | 11   | 5     | Al-Ettifaq Club           |
| 8   | DEL  | Kaheim Dixon         | 4 de octubre de 2004 (19 años)     | 5    | 2     | Arnett Gardens F. C.      |
| 9   | DEL  | Michail Antonio      | 28 de marzo de 1990 (34 años)      | 15   | 3     | West Ham United F. C.     |
| 10  | MED  | Bobby Decordova-Reid | 2 de febrero de 1993 (31 años)     | 31   | 6     | Fulham F. C.              |
| 11  | DEL  | Shamar Nicholson     | 16 de marzo de 1997 (27 años)      | 49   | 19    | Clermont Foot 63          |
| 12  | DEF  | Wesley Harding       | 20 de octubre de 1996 (27 años)    | 2    | 0     | Millwall F. C.            |
| 13  | POR  | Coniah Boyce-Clarke  | 1 de marzo de 2003 (21 años)       | 1    | 0     | Reading F. C.             |
| 14  | MED  | Kasey Palmer         | 9 de noviembre de 1996 (27 años)   | 6    | 0     | Coventry City F. C.       |
| 15  | MED  | Joel Latibeaudiere   | 6 de enero de 2000 (24 años)       | 14   | 0     | Coventry City F. C.       |
| 16  | MED  | Karoy Anderson       | 1 de octubre de 2004 (19 años)     | 6    | 0     | Charlton Athletic F. C.   |
| 17  | DEF  | Damion Lowe          | 5 de mayo de 1993 (31 años)        | 59   | 3     | Philadelphia Union        |
| 18  | MED  | Alex Marshall        | 24 de febrero de 1998 (26 años)    | 13   | 0     | Portmore United F. C.     |
| 19  | MED  | Kevon Lambert        | 22 de marzo de 1997 (27 años)      | 28   | 0     | San Antonio F. C.         |
| 20  | DEL  | Renaldo Cephas       | 8 de diciembre de 1999 (24 años)   | 5    | 0     | M. K. E. Ankaragücü       |
| 21  | DEF  | Jon Bell             | 26 de agosto de 1997 (26 años)     | 1    | 0     | Seattle Sounders F. C.    |
| 22  | DEF  | Greg Leigh           | 30 de septiembre de 1994 (29 años) | 10   | 0     | Oxford United F. C.       |
| 23  | POR  | Jahmali Waite        | 24 de diciembre de 1998 (25 años)  | 10   | 0     | El Paso Locomotive F. C.  |
| 24  | POR  | Andre Blake          | 21 de noviembre de 1990 (33 años)  | 75   | 0     | Philadelphia Union        |
| 25  | DEF  | Amari'i Bell         | 5 de mayo de 1994 (30 años)        | 17   | 1     | Luton Town F. C.          |

## Participación
- Los horarios son correspondientes al huso horario de cada sede.

### Partidos
| Fecha       | Ciudad   | Instancia      |         |                    | Resultado |                      |           |
| ----------- | -------- | -------------- | ------- | ------------------ | --------- | -------------------- | --------- |
| 22 de junio | Houston  | Fase de grupos | México  | Bandera de México  | 1:0 (0:0) | Bandera de Jamaica   | Jamaica   |
| 26 de junio | Paradise | Fase de grupos | Ecuador | Bandera de Ecuador | 3:1 (2:0) | Bandera de Jamaica   | Jamaica   |
| 30 de junio | Austin   | Fase de grupos | Jamaica | Bandera de Jamaica | 0:3 (0:0) | Bandera de Venezuela | Venezuela |

### Fase de grupos - Grupo B

#### Posiciones
| Selección | Pts | PJ | PG | PE | PP | GF | GC | Dif |
| --------- | --- | -- | -- | -- | -- | -- | -- | --- |
| Venezuela | 9   | 3  | 3  | 0  | 0  | 6  | 1  | +5  |
| Ecuador   | 4   | 3  | 1  | 1  | 1  | 4  | 3  | +1  |
| México    | 4   | 3  | 1  | 1  | 1  | 1  | 1  | 0   |
| Jamaica   | 0   | 3  | 0  | 0  | 3  | 1  | 7  | –6  |

|  | Clasificados a los cuartos de final. |

#### México vs. Jamaica
| Jornada 1; 22 de junio | México      | 1:0 (0:0) | Jamaica | NRG Stadium, Houston                                                              |                                                                                   |
| 20:00 (UTC-5)          | Arteaga 69' | Reporte   |         | Asistencia: 53 763 espectadores Árbitro(s): Ismail Elfath VAR: Armando Villarreal | Asistencia: 53 763 espectadores Árbitro(s): Ismail Elfath VAR: Armando Villarreal |

| 1          | Guardameta     | Julio González   |     |
| 2          | Defensa        | Jorge Sánchez    |     |
| 3          | Defensa        | César Montes     |     |
| 5          | Defensa        | Johan Vásquez    |     |
| 6          | Defensa        | Gerardo Arteaga  |     |
| 4          | Centrocampista | Edson Álvarez    | 30' |
| 24         | Centrocampista | Luis Chávez      | 78' |
| 15         | Centrocampista | Uriel Antuna     | 78' |
| 17         | Centrocampista | Orbelín Pineda   | 68' |
| 9          | Centrocampista | Julián Quiñones  |     |
| 11         | Delantero      | Santiago Giménez | 68' |
| Entrenador | Entrenador     | Jaime Lozano     |     |

| 23         | Guardameta     | Jahmali Waite        |     |
| 6          | Defensa        | Di'Shon Bernard      | 68' |
| 15         | Defensa        | Joel Latibeaudiere   |     |
| 5          | Defensa        | Ethan Pinnock        |     |
| 2          | Centrocampista | Dexter Lembikisa     |     |
| 10         | Centrocampista | Bobby Decordova-Reid | 80' |
| 14         | Centrocampista | Kasey Palmer         |     |
| 22         | Centrocampista | Greg Leigh           |     |
| 11         | Centrocampista | Shamar Nicholson     |     |
| 7          | Centrocampista | Demarai Gray         | 68' |
| 9          | Delantero      | Michail Antonio      | 80' |
| Entrenador | Entrenador     | Heimir Hallgrímsson  |     |

| 7  | Centrocampista | Luis Romo          | 30' |
| 8  | Centrocampista | Carlos Rodríguez   | 68' |
| 22 | Delantero      | Guillermo Martínez | 68' |
| 14 | Centrocampista | Érick Sánchez      | 78' |
| 25 | Centrocampista | Roberto Alvarado   | 78' |

| 3  | Defensa   | Michael Hector | 68' |
| 17 | Defensa   | Damion Lowe    | 68' |
| 8  | Delantero | Kaheim Dixon   | 80' |
| 20 | Delantero | Renaldo Cephas | 80' |

| Anotado | 69' | Gerardo Arteaga | 1–0 |

| Árbitro             | Ismail Elfath       |
| Árbitros asistentes | Corey Parker        |
| Árbitros asistentes | Kyle Atkins         |
| Cuarto árbitro      | Tori Penso          |
| Quinto árbitro      | Brooke Mayo         |
| VAR                 | Armando Villarreal  |
| Adicional VAR       | Tatiana Guzmán      |
| Asesor de árbitros  | Christian Schiemann |
| Quality Mánager     | Pericles Cortez     |

| 1          | Guardameta     | Julio González   |     |
| 2          | Defensa        | Jorge Sánchez    |     |
| 3          | Defensa        | César Montes     |     |
| 5          | Defensa        | Johan Vásquez    |     |
| 6          | Defensa        | Gerardo Arteaga  |     |
| 4          | Centrocampista | Edson Álvarez    | 30' |
| 24         | Centrocampista | Luis Chávez      | 78' |
| 15         | Centrocampista | Uriel Antuna     | 78' |
| 17         | Centrocampista | Orbelín Pineda   | 68' |
| 9          | Centrocampista | Julián Quiñones  |     |
| 11         | Delantero      | Santiago Giménez | 68' |
| Entrenador | Entrenador     | Jaime Lozano     |     |

| 23         | Guardameta     | Jahmali Waite        |     |
| 6          | Defensa        | Di'Shon Bernard      | 68' |
| 15         | Defensa        | Joel Latibeaudiere   |     |
| 5          | Defensa        | Ethan Pinnock        |     |
| 2          | Centrocampista | Dexter Lembikisa     |     |
| 10         | Centrocampista | Bobby Decordova-Reid | 80' |
| 14         | Centrocampista | Kasey Palmer         |     |
| 22         | Centrocampista | Greg Leigh           |     |
| 11         | Centrocampista | Shamar Nicholson     |     |
| 7          | Centrocampista | Demarai Gray         | 68' |
| 9          | Delantero      | Michail Antonio      | 80' |
| Entrenador | Entrenador     | Heimir Hallgrímsson  |     |

| 7  | Centrocampista | Luis Romo          | 30' |
| 8  | Centrocampista | Carlos Rodríguez   | 68' |
| 22 | Delantero      | Guillermo Martínez | 68' |
| 14 | Centrocampista | Érick Sánchez      | 78' |
| 25 | Centrocampista | Roberto Alvarado   | 78' |

| 3  | Defensa   | Michael Hector | 68' |
| 17 | Defensa   | Damion Lowe    | 68' |
| 8  | Delantero | Kaheim Dixon   | 80' |
| 20 | Delantero | Renaldo Cephas | 80' |

| Anotado | 69' | Gerardo Arteaga | 1–0 |

| Árbitro             | Ismail Elfath       |
| Árbitros asistentes | Corey Parker        |
| Árbitros asistentes | Kyle Atkins         |
| Cuarto árbitro      | Tori Penso          |
| Quinto árbitro      | Brooke Mayo         |
| VAR                 | Armando Villarreal  |
| Adicional VAR       | Tatiana Guzmán      |
| Asesor de árbitros  | Christian Schiemann |
| Quality Mánager     | Pericles Cortez     |

| Estadísticas      | Bandera de México | Bandera de Jamaica |
| Tiros             | 20                | 13                 |
| Tiros a puerta    | 9                 | 4                  |
| Faltas            | 8                 | 7                  |
| Saques de esquina | 7                 | 6                  |
| Penaltis          | 0                 | 0                  |
| Fueras de juego   | 1                 | 3                  |
| Posesión de balón | 61%               | 39%                |

#### Ecuador vs. Jamaica
| Jornada 2; 26 de junio | Ecuador                                          | 3:1 (2:0) | Jamaica     | Allegiant Stadium, Paradise                                                   |                                                                               |
| 15:00 (UTC-7)          | - Hincapié 13' - Páez 45+4' (pen.) - Minda 90+1' | Reporte   | Antonio 54' | Asistencia: 24 074 espectadores Árbitro(s): Cristián Garay VAR: Nicolás Gallo | Asistencia: 24 074 espectadores Árbitro(s): Cristián Garay VAR: Nicolás Gallo |

| 22         | Guardameta     | Alexander Domínguez |       |
| 17         | Defensa        | Angelo Preciado     |       |
| 2          | Defensa        | Félix Torres        |       |
| 6          | Defensa        | Willian Pacho       |       |
| 3          | Defensa        | Piero Hincapié      |       |
| 23         | Centrocampista | Alan Franco         |       |
| 21         | Centrocampista | Moisés Caicedo      |       |
| 9          | Centrocampista | John Yeboah         | 64'   |
| 10         | Centrocampista | Kendry Páez         | 88'   |
| 16         | Centrocampista | Jeremy Sarmiento    | 90+5' |
| 11         | Delantero      | Kevin Rodríguez     | 88'   |
| Entrenador | Entrenador     | Félix Sánchez Bas   |       |

| 23         | Guardameta     | Jahmali Waite        |     |
| 6          | Defensa        | Di'Shon Bernard      | 46' |
| 15         | Defensa        | Joel Latibeaudiere   | 84' |
| 5          | Defensa        | Ethan Pinnock        |     |
| 2          | Centrocampista | Dexter Lembikisa     | 88' |
| 17         | Centrocampista | Damion Lowe          | 46' |
| 14         | Centrocampista | Kasey Palmer         |     |
| 22         | Centrocampista | Greg Leigh           |     |
| 11         | Centrocampista | Shamar Nicholson     | 83' |
| 10         | Centrocampista | Bobby Decordova-Reid |     |
| 9          | Delantero      | Michail Antonio      |     |
| Entrenador | Entrenador     | Heimir Hallgrímsson  |     |

| 14 | Delantero      | Alan Minda    | 64'   |
| 8  | Centrocampista | Carlos Gruezo | 88'   |
| 19 | Delantero      | Jordy Caicedo | 88'   |
| 20 | Delantero      | Janner Corozo | 90+5' |

| 3  | Defensa        | Michael Hector | 46' |
| 7  | Delantero      | Demarai Gray   | 46' |
| 8  | Delantero      | Kaheim Dixon   | 83' |
| 16 | Centrocampista | Karoy Anderson | 83' |
| 20 | Delantero      | Renaldo Cephas | 88' |

| Anotado         | 13'   | Piero Hincapié | 1–0 |
| Anotado · Penal | 45+4' | Kendry Páez    | 2–0 |
| Anotado         | 90+1' | Alan Minda     | 3–1 |

| Anotado | 54' | Michail Antonio | 2–1 |

| Amonestado | 39'   | Damion Lowe        |
| Amonestado | 49'   | Michael Hector     |
| Amonestado | 80'   | Joel Latibeaudiere |
| Amonestado | 90+4' | Karoy Anderson     |

| Árbitro             | Cristián Garay    |
| Árbitros asistentes | José Retamal      |
| Árbitros asistentes | Juan Serrano      |
| Cuarto árbitro      | Yael Falcón Pérez |
| Quinto árbitro      | Facundo Rodríguez |
| VAR                 | Nicolás Gallo     |
| Adicional VAR       | Derlis López      |
| Asesor de árbitros  | Manuel Bernal     |
| Quality Mánager     | Roberto Silvera   |

| 22         | Guardameta     | Alexander Domínguez |       |
| 17         | Defensa        | Angelo Preciado     |       |
| 2          | Defensa        | Félix Torres        |       |
| 6          | Defensa        | Willian Pacho       |       |
| 3          | Defensa        | Piero Hincapié      |       |
| 23         | Centrocampista | Alan Franco         |       |
| 21         | Centrocampista | Moisés Caicedo      |       |
| 9          | Centrocampista | John Yeboah         | 64'   |
| 10         | Centrocampista | Kendry Páez         | 88'   |
| 16         | Centrocampista | Jeremy Sarmiento    | 90+5' |
| 11         | Delantero      | Kevin Rodríguez     | 88'   |
| Entrenador | Entrenador     | Félix Sánchez Bas   |       |

| 23         | Guardameta     | Jahmali Waite        |     |
| 6          | Defensa        | Di'Shon Bernard      | 46' |
| 15         | Defensa        | Joel Latibeaudiere   | 84' |
| 5          | Defensa        | Ethan Pinnock        |     |
| 2          | Centrocampista | Dexter Lembikisa     | 88' |
| 17         | Centrocampista | Damion Lowe          | 46' |
| 14         | Centrocampista | Kasey Palmer         |     |
| 22         | Centrocampista | Greg Leigh           |     |
| 11         | Centrocampista | Shamar Nicholson     | 83' |
| 10         | Centrocampista | Bobby Decordova-Reid |     |
| 9          | Delantero      | Michail Antonio      |     |
| Entrenador | Entrenador     | Heimir Hallgrímsson  |     |

| 14 | Delantero      | Alan Minda    | 64'   |
| 8  | Centrocampista | Carlos Gruezo | 88'   |
| 19 | Delantero      | Jordy Caicedo | 88'   |
| 20 | Delantero      | Janner Corozo | 90+5' |

| 3  | Defensa        | Michael Hector | 46' |
| 7  | Delantero      | Demarai Gray   | 46' |
| 8  | Delantero      | Kaheim Dixon   | 83' |
| 16 | Centrocampista | Karoy Anderson | 83' |
| 20 | Delantero      | Renaldo Cephas | 88' |

| Anotado         | 13'   | Piero Hincapié | 1–0 |
| Anotado · Penal | 45+4' | Kendry Páez    | 2–0 |
| Anotado         | 90+1' | Alan Minda     | 3–1 |

| Anotado | 54' | Michail Antonio | 2–1 |

| Amonestado | 39'   | Damion Lowe        |
| Amonestado | 49'   | Michael Hector     |
| Amonestado | 80'   | Joel Latibeaudiere |
| Amonestado | 90+4' | Karoy Anderson     |

| Árbitro             | Cristián Garay    |
| Árbitros asistentes | José Retamal      |
| Árbitros asistentes | Juan Serrano      |
| Cuarto árbitro      | Yael Falcón Pérez |
| Quinto árbitro      | Facundo Rodríguez |
| VAR                 | Nicolás Gallo     |
| Adicional VAR       | Derlis López      |
| Asesor de árbitros  | Manuel Bernal     |
| Quality Mánager     | Roberto Silvera   |

| Estadísticas      | Bandera de Ecuador | Bandera de Jamaica |
| Tiros             | 23                 | 7                  |
| Tiros a puerta    | 3                  | 4                  |
| Faltas            | 8                  | 18                 |
| Saques de esquina | 7                  | 8                  |
| Penaltis          | 1                  | 0                  |
| Fueras de juego   | 2                  | 0                  |
| Posesión de balón | 45%                | 55%                |

#### Jamaica vs. Venezuela
| Jornada 3; 30 de junio | Jamaica | 0:3 (0:0) | Venezuela                              | Q2 Stadium, Austin                                                               |                                                                                  |
| 19:00 (UTC-5)          |         | Reporte   | - Bello 49' - Rondón 56' - Ramírez 85' | Asistencia: 20 240 espectadores Árbitro(s): Maurizio Mariani VAR: Marco Di Bello | Asistencia: 20 240 espectadores Árbitro(s): Maurizio Mariani VAR: Marco Di Bello |

| 23         | Guardameta     | Jahmali Waite       |     |
| 15         | Defensa        | Joel Latibeaudiere  | 87' |
| 3          | Defensa        | Michael Hector      |     |
| 5          | Defensa        | Ethan Pinnock       |     |
| 12         | Centrocampista | Wesley Harding      | 67' |
| 17         | Centrocampista | Damion Lowe         |     |
| 14         | Centrocampista | Kasey Palmer        |     |
| 21         | Centrocampista | Jon Bell            |     |
| 20         | Centrocampista | Renaldo Cephas      | 46' |
| 7          | Centrocampista | Demarai Gray        | 87' |
| 9          | Delantero      | Michail Antonio     | 67' |
| Entrenador | Entrenador     | Heimir Hallgrímsson |     |

| 22         | Guardameta     | Rafael Romo        |     |
| 21         | Defensa        | Alexander González |     |
| 20         | Defensa        | Wilker Ángel       |     |
| 3          | Defensa        | Yordan Osorio      |     |
| 4          | Defensa        | Jon Aramburu       | 81' |
| 13         | Centrocampista | José Martínez      |     |
| 6          | Centrocampista | Yangel Herrera     | 60' |
| 25         | Centrocampista | Eduard Bello       |     |
| 16         | Centrocampista | Telasco Segovia    | 74' |
| 11         | Centrocampista | Darwin Machís      | 60' |
| 23         | Delantero      | Salomón Rondón     | 81' |
| Entrenador | Entrenador     | Fernando Batista   |     |

| 8  | Delantero      | Kaheim Dixon     | 46' |
| 11 | Delantero      | Shamar Nicholson | 67' |
| 16 | Centrocampista | Karoy Anderson   | 67' |
| 4  | Defensa        | Richard King     | 87' |
| 18 | Centrocampista | Alex Marshall    | 87' |

| 8  | Centrocampista | Tomás Rincón     | 60' |
| 10 | Centrocampista | Yeferson Soteldo | 60' |
| 24 | Centrocampista | Kervin Andrade   | 74' |
| 14 | Defensa        | Christian Makoun | 81' |
| 19 | Delantero      | Eric Ramírez     | 81' |

| Anotado | 49' | Eduard Bello   | 0–1 |
| Anotado | 56' | Salomón Rondón | 0–2 |
| Anotado | 85' | Eric Ramírez   | 0–3 |

| Amonestado | 89' | Michael Hector |

| Amonestado | 9' | Darwin Machís |

| Árbitro             | Maurizio Mariani  |
| Árbitros asistentes | Daniele Bindoni   |
| Árbitros asistentes | Alberto Tegoni    |
| Cuarto árbitro      | Andrés Matonte    |
| Quinto árbitro      | Miguel Roldán     |
| VAR                 | Marco Di Bello    |
| Adicional VAR       | Aleandro Di Paolo |
| Asesor de árbitros  | Leonel Leal       |
| Quality Mánager     | Carlos Pastorino  |

| 23         | Guardameta     | Jahmali Waite       |     |
| 15         | Defensa        | Joel Latibeaudiere  | 87' |
| 3          | Defensa        | Michael Hector      |     |
| 5          | Defensa        | Ethan Pinnock       |     |
| 12         | Centrocampista | Wesley Harding      | 67' |
| 17         | Centrocampista | Damion Lowe         |     |
| 14         | Centrocampista | Kasey Palmer        |     |
| 21         | Centrocampista | Jon Bell            |     |
| 20         | Centrocampista | Renaldo Cephas      | 46' |
| 7          | Centrocampista | Demarai Gray        | 87' |
| 9          | Delantero      | Michail Antonio     | 67' |
| Entrenador | Entrenador     | Heimir Hallgrímsson |     |

| 22         | Guardameta     | Rafael Romo        |     |
| 21         | Defensa        | Alexander González |     |
| 20         | Defensa        | Wilker Ángel       |     |
| 3          | Defensa        | Yordan Osorio      |     |
| 4          | Defensa        | Jon Aramburu       | 81' |
| 13         | Centrocampista | José Martínez      |     |
| 6          | Centrocampista | Yangel Herrera     | 60' |
| 25         | Centrocampista | Eduard Bello       |     |
| 16         | Centrocampista | Telasco Segovia    | 74' |
| 11         | Centrocampista | Darwin Machís      | 60' |
| 23         | Delantero      | Salomón Rondón     | 81' |
| Entrenador | Entrenador     | Fernando Batista   |     |

| 8  | Delantero      | Kaheim Dixon     | 46' |
| 11 | Delantero      | Shamar Nicholson | 67' |
| 16 | Centrocampista | Karoy Anderson   | 67' |
| 4  | Defensa        | Richard King     | 87' |
| 18 | Centrocampista | Alex Marshall    | 87' |

| 8  | Centrocampista | Tomás Rincón     | 60' |
| 10 | Centrocampista | Yeferson Soteldo | 60' |
| 24 | Centrocampista | Kervin Andrade   | 74' |
| 14 | Defensa        | Christian Makoun | 81' |
| 19 | Delantero      | Eric Ramírez     | 81' |

| Anotado | 49' | Eduard Bello   | 0–1 |
| Anotado | 56' | Salomón Rondón | 0–2 |
| Anotado | 85' | Eric Ramírez   | 0–3 |

| Amonestado | 89' | Michael Hector |

| Amonestado | 9' | Darwin Machís |

| Árbitro             | Maurizio Mariani  |
| Árbitros asistentes | Daniele Bindoni   |
| Árbitros asistentes | Alberto Tegoni    |
| Cuarto árbitro      | Andrés Matonte    |
| Quinto árbitro      | Miguel Roldán     |
| VAR                 | Marco Di Bello    |
| Adicional VAR       | Aleandro Di Paolo |
| Asesor de árbitros  | Leonel Leal       |
| Quality Mánager     | Carlos Pastorino  |

| Estadísticas      | Bandera de Jamaica | Bandera de Venezuela |
| Tiros             | 8                  | 17                   |
| Tiros a puerta    | 1                  | 3                    |
| Faltas            | 4                  | 12                   |
| Saques de esquina | 6                  | 9                    |
| Penaltis          | 0                  | 0                    |
| Fueras de juego   | 0                  | 1                    |
| Posesión de balón | 47%                | 53%                  |

## Estadísticas

### Participación de jugadores
| N.° | Pos        | Jugador             | PJ | Minutos jugados | Goles recibidos | Atajos | Tarjetas amarillas | Doble tarjeta amarilla y roja | Tarjetas rojas |
| --- | ---------- | ------------------- | -- | --------------- | --------------- | ------ | ------------------ | ----------------------------- | -------------- |
| 1   | Guardameta | Shaquan Davis       | 0  | 0               | 0               | 0      | 0                  | 0                             | 0              |
| 13  | Guardameta | Coniah Boyce-Clarke | 0  | 0               | 0               | 0      | 0                  | 0                             | 0              |
| 23  | Guardameta | Jahmali Waite       | 3  | 270             | 7               | 8      | 0                  | 0                             | 0              |
| 24  | Guardameta | Andre Blake         | 0  | 0               | 0               | 0      | 0                  | 0                             | 0              |

| N.° | Pos            | Jugador              | PJ | Minutos jugados | Goles | Asistencias | Tarjetas Amarillas | Doble tarjeta amarilla y roja | Tarjetas rojas |
| --- | -------------- | -------------------- | -- | --------------- | ----- | ----------- | ------------------ | ----------------------------- | -------------- |
| 2   | Defensa        | Dexter Lembikisa     | 2  | 178             | 0     | 0           | 0                  | 0                             | 0              |
| 3   | Defensa        | Michael Hector       | 3  | 156             | 0     | 0           | 2                  | 0                             | 0              |
| 4   | Defensa        | Richard King         | 1  | 3               | 0     | 0           | 0                  | 0                             | 0              |
| 5   | Defensa        | Ethan Pinnock        | 3  | 270             | 0     | 0           | 0                  | 0                             | 0              |
| 6   | Defensa        | Di'Shon Bernard      | 2  | 114             | 0     | 0           | 0                  | 0                             | 0              |
| 7   | Delantero      | Demarai Gray         | 3  | 199             | 0     | 0           | 0                  | 0                             | 0              |
| 8   | Delantero      | Kaheim Dixon         | 3  | 61              | 0     | 0           | 0                  | 0                             | 0              |
| 9   | Delantero      | Michail Antonio      | 3  | 237             | 1     | 0           | 0                  | 0                             | 0              |
| 10  | Centrocampista | Bobby Decordova-Reid | 2  | 170             | 0     | 0           | 0                  | 0                             | 0              |
| 11  | Delantero      | Shamar Nicholson     | 3  | 196             | 0     | 0           | 0                  | 0                             | 0              |
| 12  | Defensa        | Wesley Harding       | 1  | 67              | 0     | 0           | 0                  | 0                             | 0              |
| 14  | Centrocampista | Kasey Palmer         | 3  | 270             | 0     | 0           | 0                  | 0                             | 0              |
| 15  | Centrocampista | Joel Latibeaudiere   | 3  | 261             | 0     | 0           | 1                  | 0                             | 0              |
| 16  | Centrocampista | Karoy Anderson       | 2  | 29              | 0     | 0           | 1                  | 0                             | 0              |
| 17  | Defensa        | Damion Lowe          | 3  | 158             | 0     | 0           | 1                  | 0                             | 0              |
| 18  | Centrocampista | Alex Marshall        | 1  | 3               | 0     | 0           | 0                  | 0                             | 0              |
| 19  | Centrocampista | Kevon Lambert        | 0  | 0               | 0     | 0           | 0                  | 0                             | 0              |
| 20  | Delantero      | Renaldo Cephas       | 3  | 58              | 0     | 0           | 0                  | 0                             | 0              |
| 21  | Defensa        | Jon Bell             | 1  | 90              | 0     | 0           | 0                  | 0                             | 0              |
| 22  | Defensa        | Greg Leigh           | 2  | 180             | 0     | 0           | 0                  | 0                             | 0              |
| 25  | Defensa        | Amari'i Bell         | 0  | 0               | 0     | 0           | 0                  | 0                             | 0              |

### Goleadores
| N.°   | Jugador         | Anotado | PJ | Prom. | Jugada | Cabeza | TL | Penal |
| ----- | --------------- | ------- | -- | ----- | ------ | ------ | -- | ----- |
| 1     | Michail Antonio | 1       | 3  | 0.33  | 1      | 0      | 0  | 0     |
| Total | Total           | 1       | 3  | 0.33  | 1      | 0      | 0  | 0     |

### Asistencias
| N.°             | Jugador | Asistencia | Jugada | Cabeza | TL | SdE |
| --------------- | ------- | ---------- | ------ | ------ | -- | --- |
| Sin asistencias |         |            |        |        |    |     |
| Total           | Total   | 0          | 0      | 0      | 0  | 0   |

### Sanciones disciplinarias
| N.°   | Jugador            | Amonestado | Otorgado · Expulsado | Expulsado | Sanción |
| ----- | ------------------ | ---------- | -------------------- | --------- | ------- |
| 1     | Michael Hector     | 2          | 0                    | 0         |         |
| 2     | Damion Lowe        | 1          | 0                    | 0         |         |
| 2     | Karoy Anderson     | 1          | 0                    | 0         |         |
| 2     | Joel Latibeaudiere | 1          | 0                    | 0         |         |
| Total | Total              | 5          | 0                    | 0         |         |